# Тужилаштво Руске Федерације
Тужилаштво Руске Федерације (рус. прокуратура Российской Федерации) јединствени је федерални централизовани систем свих тужилаштава у Русији.
Под овим називом подразумијевају се сва тужилаштва у држави. Само највише тужилаштво у овом систему је Генерално тужилаштво Руске Федерације на челу са генералним тужиоцем.

## Дјелокруг
Тужилаштво у име Руске Федерације врши надзор над поштовањем Устава и спровођењем закона. Такође, у циљу владавине закона и заштите права и слобода човјека и грађанина и у складу са интересима друштва и државе, тужилаштво Руске Федерације:
- врши надзор над федералним органима извршне власти, Истражним комитетом Руске Федерације, представничким (законодавним) и извршним органима субјеката Руске Федерације, органима локалне самоуправе, органима војне управе, контролним органима, њиховим функционерима, субјектима друштвене контроле, органима управе и руководиоцима профитних и непрофитних организација;
- врши надзор над оперативно-истражним органима;
- врши надзор над судским приставима;
- кривично гони у складу са кривичним процесним законодавством;
- координира рад полицијских органа.

## Систем тужилаштва
Систем тужилаштва Руске Федерације на челу са генералним тужиоцем чине:
- Генерално тужилаштво Руске Федерације
- тужилаштва субјеката Руске Федерације;
- војна и друга специјализована тужилаштва;
- тужилаштва градова и рејона;
- друга територијална, војна и остала специјализована тужилаштва.

Генерални тужилац одлучује о оснивању и укидању тужилаштава. Забрањено је оснивање тужилаштава која не улазе у јединствени систем тужилаштва Руске Федерације. Генерални тужилац непосредно стоји на челу Генералног тужилаштва.
Генералног тужиоца Руске Федерације и његове замјенике именује и разрјешава предсједник Руске Федерације након консултација са Савјетом Федерације. На исти начин се постављају и тужиоци федералних субјеката и тужиоци војних и других специјализованих тужилаштава. Тужиоце градова и рејона именује и разрјешава генерални тужилац.